# Croix de cimetière du Mesnil-Jourdain
La croix de cimetière du Mesnil-Jourdain est un monument situé au Mesnil-Jourdain, en France.

## Historique
La croix est datée du XVIe siècle.
La croix est classée comme monument historique depuis le 20 juin 1952.